# Luz Rivas
Luz Maria Rivas (Los Angeles, 6 febbraio 1974) è una politica statunitense, membro della Camera dei Rappresentanti per lo stato della California dal 2025.

## Biografia

### Formazione e vita professionale
Nata a Los Angeles in una famiglia di origini messicane, venne cresciuta dalla madre single.
Conseguì la laurea in ingegneria elettrica presso il Massachusetts Institute of Technology e successivamente un Master of Education ad Harvard, mentre lavorava per Motorola progettando sistemi di navigazione per automobili. All'epoca, infatti, si rese conto di essere interessata alla trasmissione delle STEM; in particolare, Luz Rivas si dedicò alla formazione delle ragazze e delle donne nelle materie scientifiche, fondando un'organizzazione non profit denominata DIY Girls, che aveva l'obiettivo dichiarato di aumentare la presenza femminile in un settore di studi principalmente maschile.
Dal 2003 al 2005 fu assegnista di ricerca presso l'American Museum of Natural History di New York. Fu inoltre membro della Los Angeles' City Public Works Commission da ottobre del 2016 a novembre del 2017.

### Carriera politica

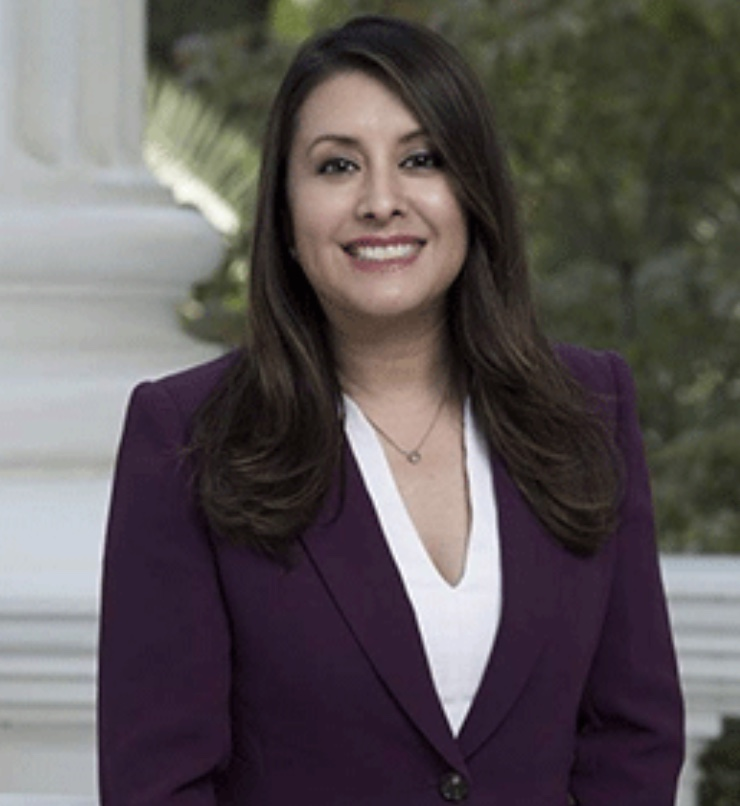
Luz Rivas all'Assemblea dello Stato della California

Quando Raul Bocanegra rassegnò le dimissioni dall'Assemblea dello Stato della California dopo essere stato accusato di molestie sessuali, Luz Rivas annunciò la sua candidatura alle elezioni speciali per succedergli, come membro del Partito Democratico. Giunse al primo posto nelle primarie e sfidò al ballottaggio il repubblicano Ricardo Benitez, riuscendo a sconfiggerlo con il 70% dei voti. In questa sua prima campagna elettorale, ottenne il sostegno di diverse figure politiche di spicco tra cui Norma Torres e Alex Padilla, nonché di associazioni femministe nate sull'onda del movimento MeToo.
Fu riconfermata per un secondo mandato nel 2020, sempre battendo Benitez, questa volta con il 74% delle preferenze. Nel 2022 le venne concesso dagli elettori il terzo mandato, con il 74,6% dei voti.
In veste di deputata statale, ottenne un finanziamento pubblico di due milioni di dollari per l'apertura di una clinica sanitaria per i cittadini più indigenti e fu autrice di un disegno di legge per aiutare i senzatetto. Sponsorizzò inoltre una proposta di legge per inserire obbligatoriamente il cambiamento climatico nei programmi scolastici. Durante tutto il suo servizio all'Assemblea della California, venne nominata annualmente "Reproductive Health Care Champion" da Planned Parenthood.
Nel 2024, quando il deputato Tony Cardenas annunciò la propria intenzione di lasciare la Camera dei Rappresentanti, Luz Rivas decise di candidarsi per succedergli nelle elezioni parlamentari, ricevendo l'appoggio pubblico del deputato uscente; Cardenas la elogiò affermando: "Ha lasciato l'ingegneria per avviare un'organizzazione no-profit da zero, per aiutare i bambini della nostra comunità a credere in se stessi e a credere che possono andare al college, credere che possono essere scienziati e astronauti e vivere i loro sogni". Ottenne il 49% dei voti nelle primarie e venne eletta deputata raccogliendo il 69,8% nelle elezioni generali.
Poco prima di insediarsi al Congresso, venne eletta rappresentante delle matricole democratiche, battendo le colleghe Sarah Elfreth ed Emily Randall; affermò che i colleghi le avessero confidato di averla votata per il suo background scientifico.
Ideologicamente, Luz Rivas si configura come democratica progressista.